# Créteil – L'Échat (stanice metra v Paříži)
Créteil – L'Échat je nepřestupní stanice pařížského metra na lince 8. Nachází se mimo území Paříže ve městě Créteil v ulici Rue Gustave Eiffel. Jedná se o otevřenou pozemní stanici, neboť trať mezi Maisons-Alfort – Les Juillottes a Créteil – L'Échat vystupuje z podzemí a pokračuje dále po povrchu.

## Historie
Stanice byla otevřena 24. září 1973, když sem byla prodloužena linka ze sousední stanice Maisons-Alfort – Les Juillottes a rok sloužila jako konečná, než byla linka rozšířena dále do stanice Créteil – Préfecture.

## Název
Jméno stanice se skládá ze dvou částí. Créteil podle města, ve kterém leží a L'Échat podle názvu zdejší čtvrti.
Na informačních tabulích je oficiální název stanice doplněn ještě podnázvem psaným malým písmem: Hôpital Henri Mondor podle nedaleké nemocnice.